# 澳門巴士18A路線
澳門巴士18A路線是由澳巴經營，往返東方明珠和新馬路的巴士路線。

## 簡介及歷史
- 2009年4月26日，為配合第二階段巴士路線調整，交通事務局於當日開設本線。[1][2]

- 2015年6月12日，本線改道至新雅馬路與慕拉士大馬路連接通道，取消停靠「慕拉士／飛通大廈」站。[3]

- 2019年4月6日，為配合“內港北雨水泵站箱涵渠建造工程”，暫不停靠“十六浦”站。

- 2019年8月31日起，因“內港北雨水泵站箱涵渠建造工程”已完工，本線恢復原線停靠。

- 2021年8月3日下午至4日凌晨，因應政府啟動分區分級精準防控機制而實施封路措施，暫不停靠“沙欄仔”、“白鴿巢前地” 、“連勝／鏡湖醫院”、“連勝馬路”，並改停靠“沙梨頭街市”、“沙梨頭海邊街”、“渡船街／婦聯”。

- 2021年8月14日起，本線使用中、小巴混合車型行駛，取消停靠“連勝馬路”站，新增停靠“永樂戲院”及“渡船街／婦聯”站。[4]

- 2022年6月27日至8月5日，因應沙欄仔街有新建大廈須接駁街渠及水、電、電訊及交通管線等管道，暫不停靠「沙欄仔」、「白鴿巢前地」、“連勝／鏡湖醫院”、“永樂戲院”、“渡船街／婦聯”、“渡船街／俾利喇街”、“俾利喇／高士德”，並改停靠“沙梨頭街市”、“沙梨頭海邊街”、“提督／紅街市”、連勝馬路同發大廈前臨時站、“聖心學校”、“望廈炮台”。[5]

- 2022年7月11日至17日，因實施「全澳相對靜止管理」措施，本線暫停營運。[6]

- 2022年7月18日至22日，因宣佈延長“相對靜止管理”措施，本線維持上述措施。[7]

- 2022年7月23日起，因“相對靜止管理”結束，本線恢復營運。[8]

- 2023年7月3日起，為理順和明確巴士站名稱，“新馬路／永亨”站改名為“新馬路／華僑”。[9]

## 使用車輛
2011年8月1日前：
- 豐田Coaster

2021年8月14日前：
- 五洲龍FDG6751G

2021年8月14日起：
- 五洲龍FDG6751G
- 五洲龍FDG6951G

2022年2月28日起：
- 五洲龍FDG6951G
- 中通LCK6980SHEVG

2022年4月23日起：
- 中通LCK6980SHEVG

## 電牌
| 往黑沙環方向               | 往黑沙環方向 | 往黑沙環方向 |
| 日期                       | 頭牌         | 圖例         |
| -------------------------- | ------------ | ------------ |
| 2022年6月19日前            | 東方明珠街   |              |
| 2022年6月19日起            | 東方明珠     |              |
| 往中區方向                 |              |              |
| 日期                       | 頭牌         | 圖例         |
| 開線至今                   | 新馬路       |              |
| 2023年2月4日至2023年2月5日 | 十六浦       |              |

## 路線資料

### 收費
| 收費類別     | 收費類別                      | 收費類別             | 費用 |
| ------------ | ----------------------------- | -------------------- | ---- |
| 現金         | 現金                          | 現金                 | $6.0 |
| 境外支付工具 | 支付寶（內地及香港）          | 支付寶（內地及香港） | $6.0 |
| 境外支付工具 | 雲閃付 非綁定澳門銀聯卡       |                      | $6.0 |
| 境外支付工具 | 微信支付（內地及香港）        |                      | $6.0 |
| 境外支付工具 | 交通聯合 非澳門發行的全國通卡 |                      | $6.0 |
| 境內支付工具 | 澳門通                        | 全民卡               | $3.0 |
| 境內支付工具 | 澳門通                        | 學生卡               | $1.5 |
| 境內支付工具 | 澳門通                        | 長者卡               | 免費 |
| 境內支付工具 | 澳門通                        | 殘疾卡               | 免費 |
| 境內支付工具 | 聚易用＋                      | 聚易用＋             | $3.0 |

### 服務時間及班距
| 服務時間                     | 服務時間     | 星期一至六  | 星期日 （含公眾假期） |
| ---------------------------- | ------------ | ----------- | --------------------- |
| 東方明珠總站                 | 東方明珠總站 | 06:20-23:40 | 06:20-23:40           |
| 班距                         | 尖峰         | 5-10分鐘    | 8-12分鐘              |
| 班距                         | 離峰         | 8-12分鐘    | 10-12分鐘             |
| 懸掛8號風球後1小時開出尾班車 |              |             |                       |

### 路線停站
| 18A  | 東方明珠 ↺ 新馬路 | 東方明珠 ↺ 新馬路          |
| 序號 | 循環線            | 循環線                     |
| 序號 | 站號              | 站名                       |
| 1    | M2/3              | 東方明珠總站               |
| 2    | M219/2            | 勞動節大馬路               |
| 3    | M51               | 東北大馬路／廣華           |
| 4    | M233              | 東北大馬路／東華           |
| 5    | M47/2             | 新雅馬路／母親會           |
| 6    | M61/1             | 二龍喉公園                 |
| 7    | M73/2             | 得勝花園                   |
| 8    | M152              | 塔石廣場                   |
| 9    | M146              | 水坑尾／方圓廣場           |
| 10   | M173/2            | 約翰四世大馬路             |
| 11   | M134              | 新馬路／華僑               |
| 12   | M132/2            | 十六浦                     |
| 13   | M200              | 沙欄仔                     |
| 14   | M201              | 白鴿巢前地                 |
| 15   | M121              | 連勝／鏡湖醫院             |
| 16   | M119              | 永樂戲院                   |
| 17   | M110              | 渡船街／婦聯               |
| 18   | M86               | 渡船街／俾利喇街           |
| 19   | M92               | 俾利喇／高士德             |
| 20   | M39               | 澳廣視                     |
| 21   | M36/2             | 慕拉士巷                   |
| 22   | M234              | 東北大馬路／海濱           |
| 23   | M226              | 勞動節街／中葡職業技術學校 |
| 24   | M236              | 黑沙環中街／黑沙環衛生中心 |
| 25   | M2/3              | 東方明珠總站               |

## 爭議

### 合併風波
- 2021年2月15日，交通事務局局長林衍新致電澳門電台中文頻道的晨間時事及烽煙節目澳門講場向聽眾拜年，在來電中表示計劃本線與19路線進行重組合併以改用提升運載力的巴士車型行走。但該消息傳出後引起市民表示強烈不滿和激烈反彈，在網上社交媒體上大多數網民反對重組兩條巴士路線，至於重組計劃的方式仍待當局公佈。[10]

- 2021年2月18日，交通咨詢委員會副主席黃承發接受本地報章專訪時表示，兩條巴士路線合併的好處在於將小巴轉用大巴，提升運載力，從而減少路面車輛，使路面的運載壓力減少。同時使用大一點的巴士能讓乘客更容易上車以及增添乘坐舒適度，認為是一件好事。他又認為本線和19路線合併是一個試點，未來交通局或交諮委應增加探討，如何重整部分路線，減低路面負載壓力。有市民表示本線以小巴車型行駛於部分時段非常擁擠。而相關巴士路線部分路段近期進行施工，增加巴士擁擠情況，相信若轉用大巴能改善有關問題，增加運載量。該市民指出本線有部分站點會有較多乘客上車，特別是上班上學高峰時段，車廂擁擠尤為嚴重，導致巴士車廂空氣比較「焗」，認為轉用大巴能提高舒適感及增加車廂空氣流動。該市民又稱，現在本線班次和用車較密，擔憂若日後合併車次會減少。對於該兩線計劃合併一事，交通咨詢委員會副主席黃承發表示兩線合併後巴士公司理應增加更多班次，讓乘客候車時間縮短，降低巴士擁擠度。如市民發現相關巴士路線合併後衍生出各種問題，可向交通局、交通諮詢委員會以及巴士公司反映意見。[11]

- 2021年2月24日，交通管理廳廳長曾祥軒表示，交通事務局正考慮把本線和19路線合併，現時這兩條路線每日共配置22輛巴士行駛，日均載客量均為7,000-7,500人次，在中段有70%站點重疊，他稱據以往經驗，在路線合併後再轉為以較大車型巴士營運後，乘客量增加之餘車輛使用數目亦下降，乘客可更容易上車及改善交通狀況，當局現正研究市民在各站點拍卡數據，詳情會適時公布。[12]

- 然而，最終該合併方案沒有成事，改由調整走線及轉用中巴所取代。而19路線亦於2022年5月28日起部分班次轉用中巴及調整走線。

### 沙欄仔街未能轉彎影響交通
- 2025年2月11日早上約9時，澳巴一部正行駛於18A路線的中通中巴（車號：E2129），從沙梨頭海邊街方向左轉入沙欄仔時，因巴士車身過大而無法順利轉彎，最終被卡在沙欄仔路口處，動彈不得。[13]
- 澳巴網站上回應予以高度重視，即時翻查該班車行車記錄及向車長查問事發經過。經了解，該巴士較早前在行經鏡湖馬路（永樂戲院站後）未轉入渡船街，由於有乘客表示需在渡船街沿線站點落車，故車長打算直行鏡湖馬路後，取道沙梨頭並再一次經沙欄仔、鏡湖醫院返回渡船街原線，但由於沙梨頭轉入沙欄仔彎位實在太窄，最終巴士未能轉彎，而車長為免擅自倒車引發意外，故最終將車停下並致電公司尋求支援。 澳巴現已嚴正告誡該車長，如因任何情況引至路線出現臨時行程變動，應小心留意巴士可否通行，如有疑慮應停車致電公司控制中心獲取指示後行車。[14]

## 圖片集

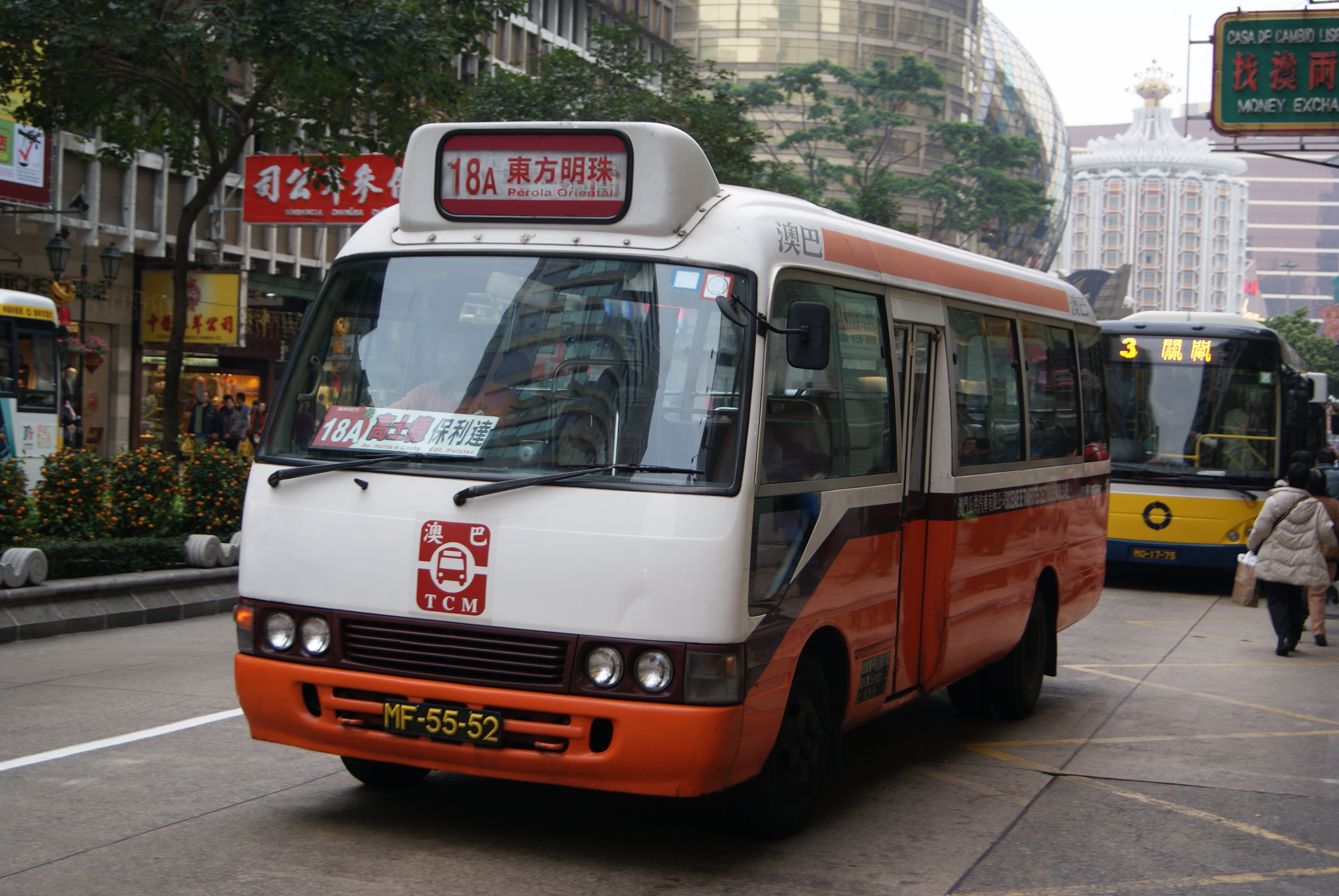
豐田Coaster
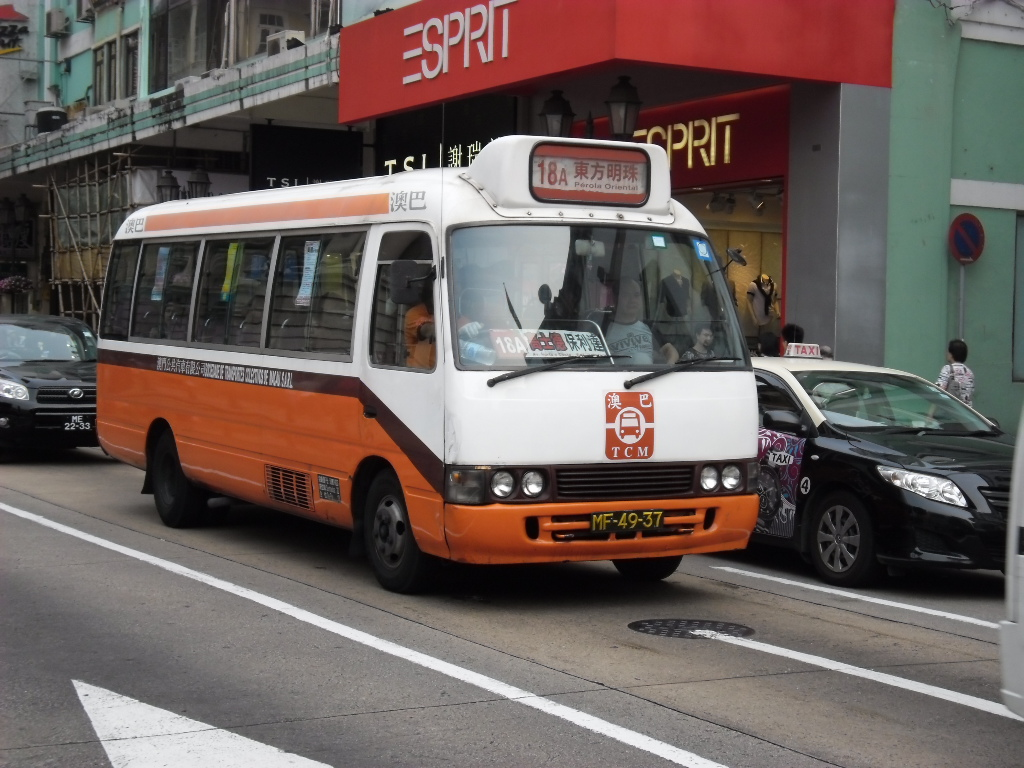
豐田Coaster
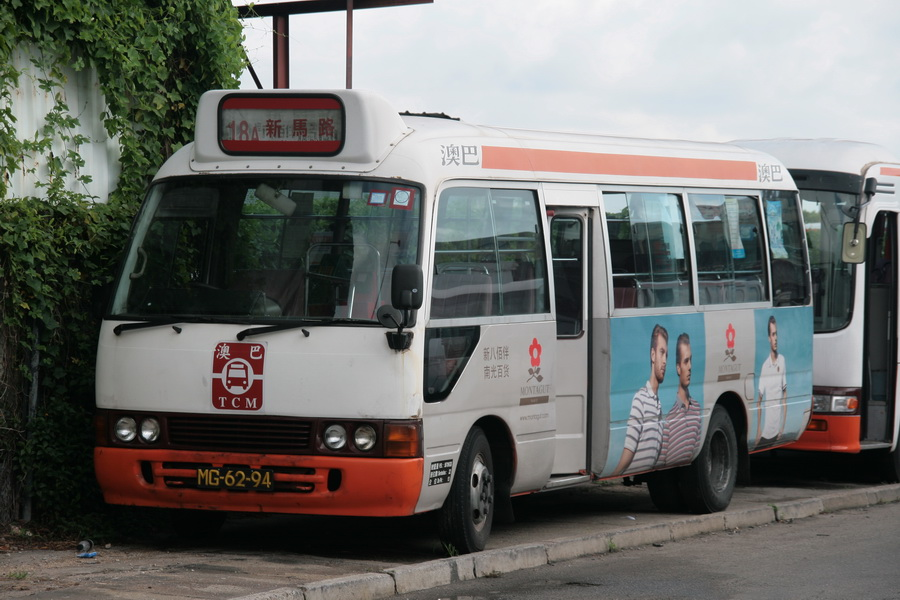
豐田Coaster
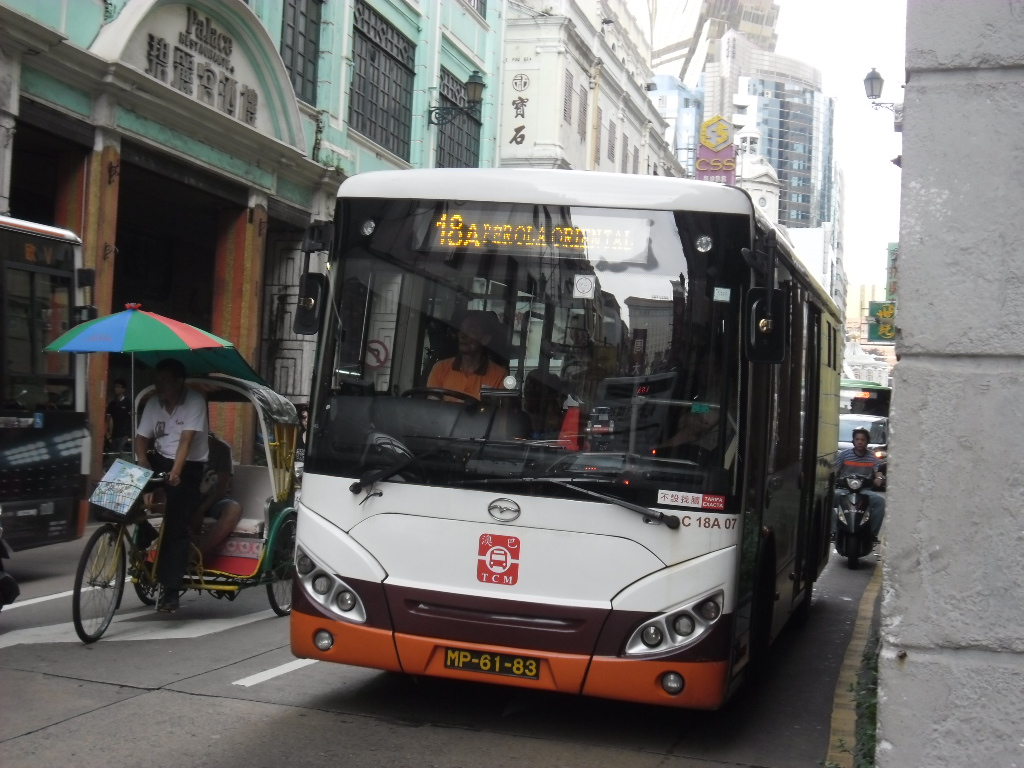
五洲龍FDG6751G
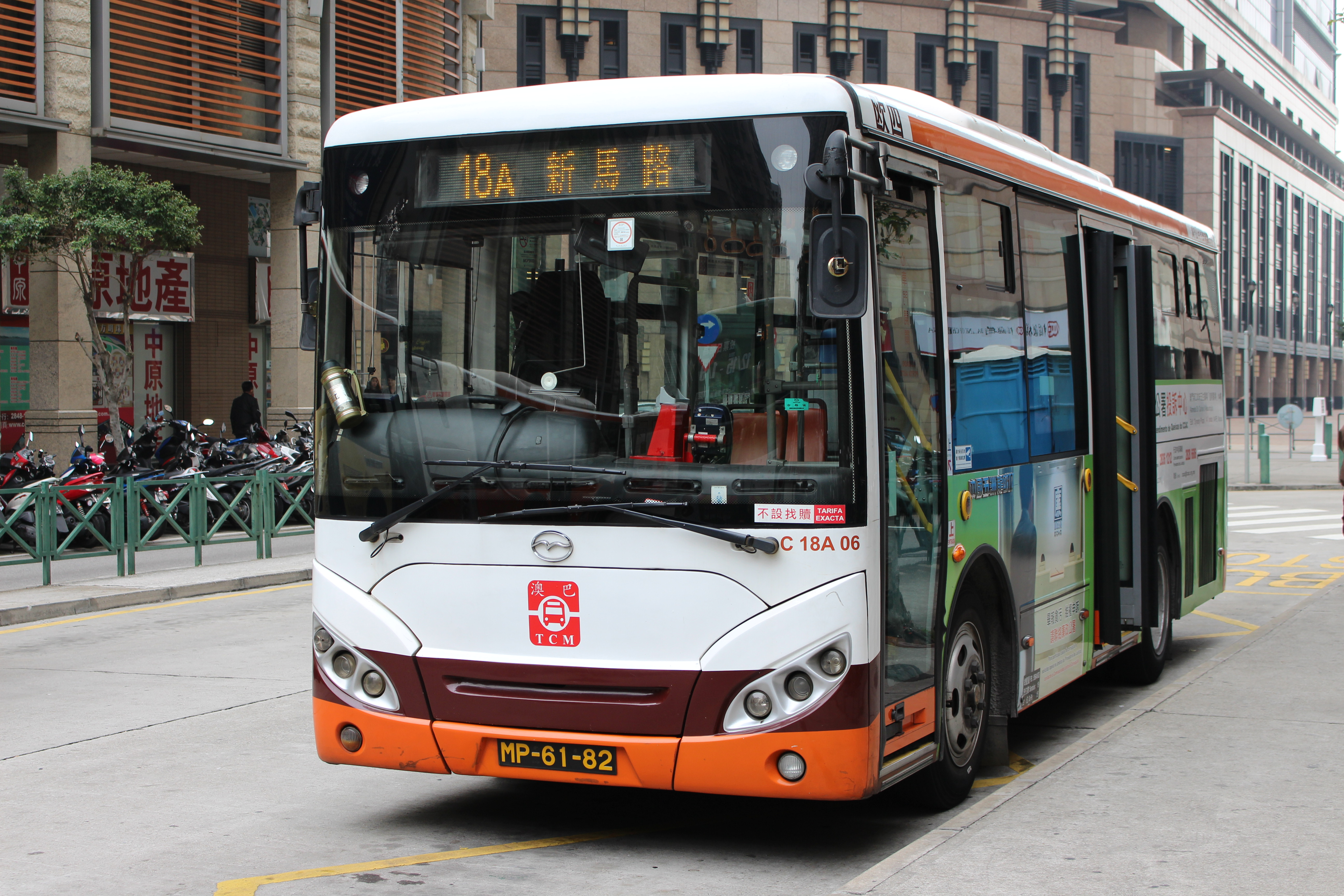
五洲龍FDG6751G
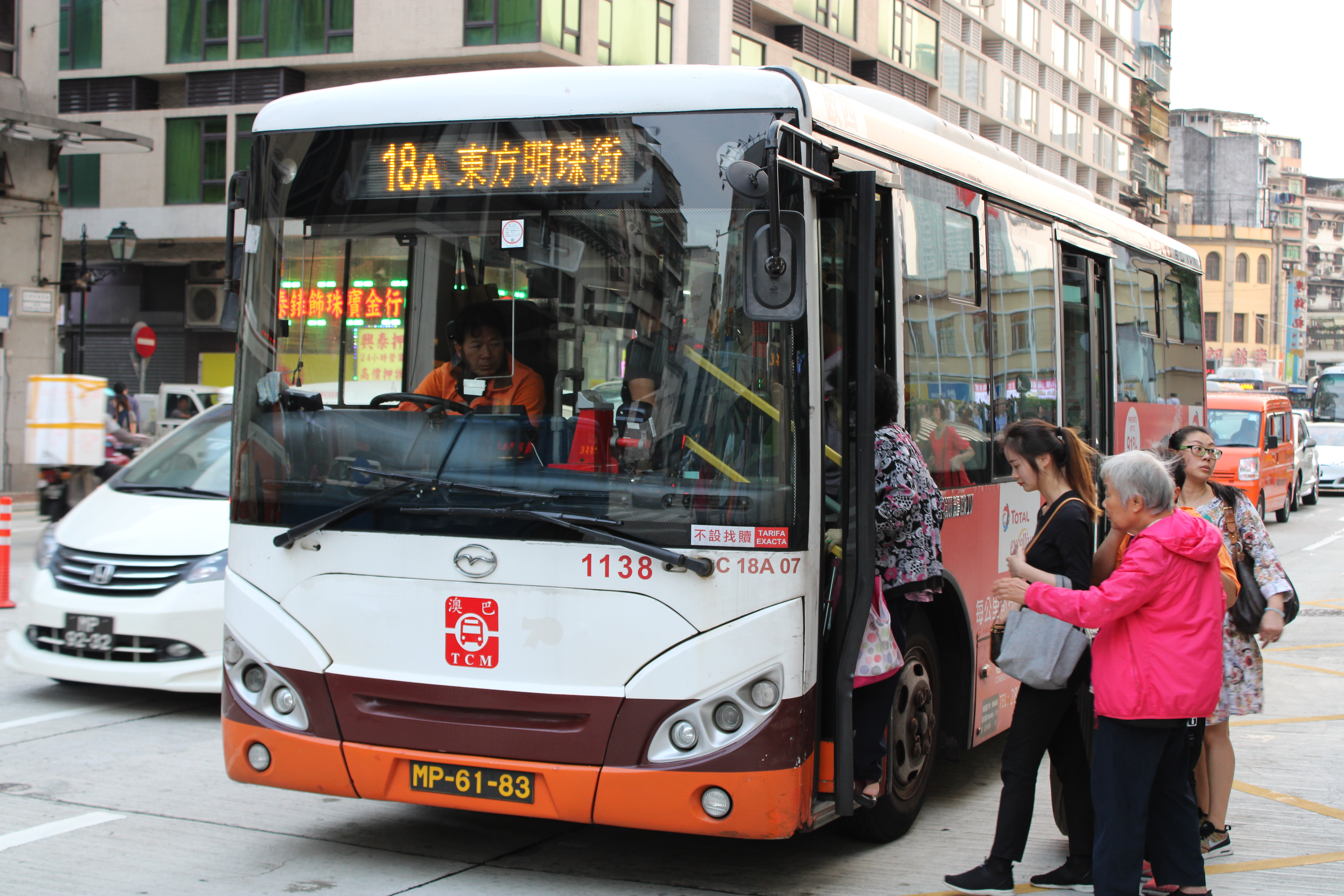
五洲龍FDG6751G
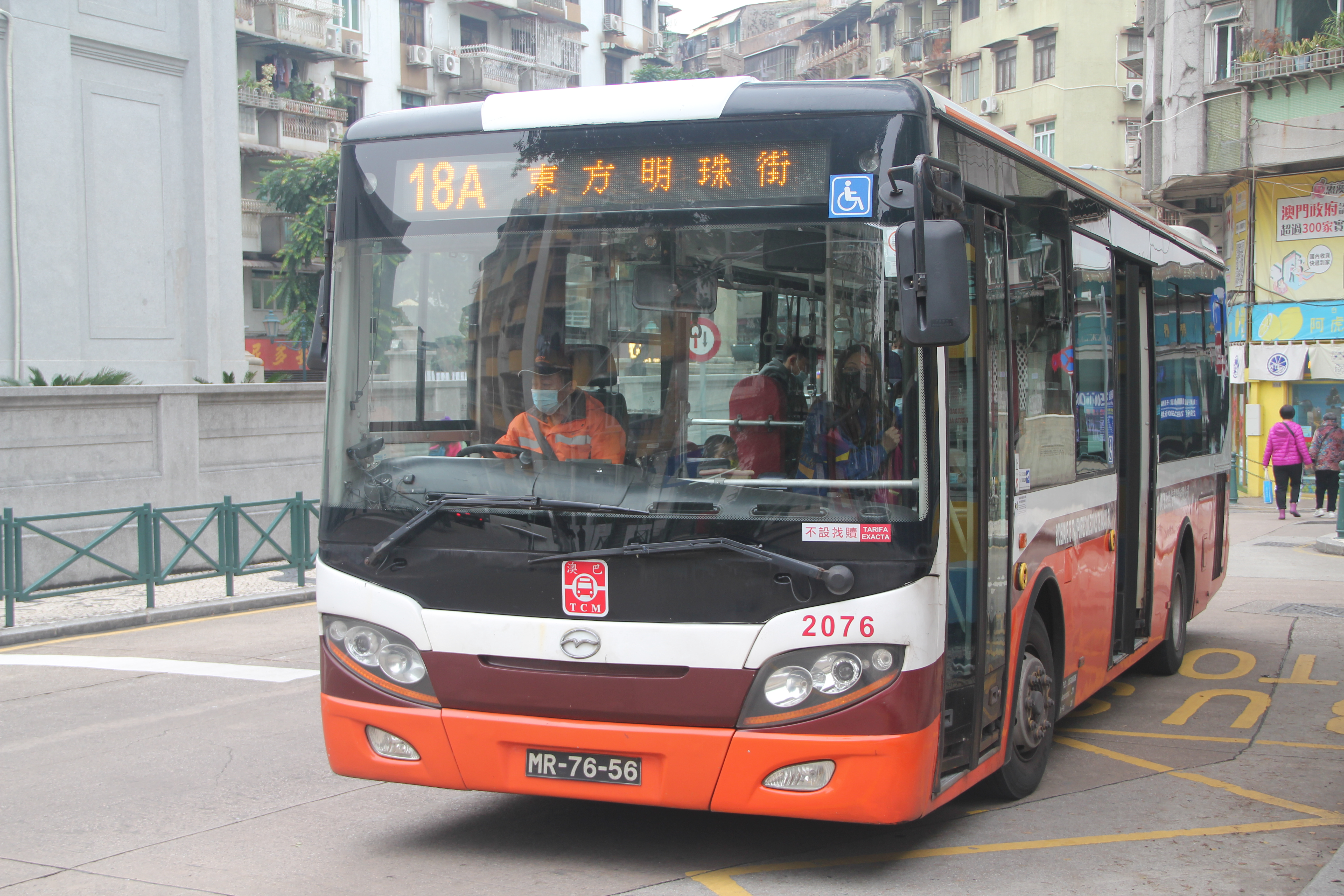
五洲龍FDG6951G
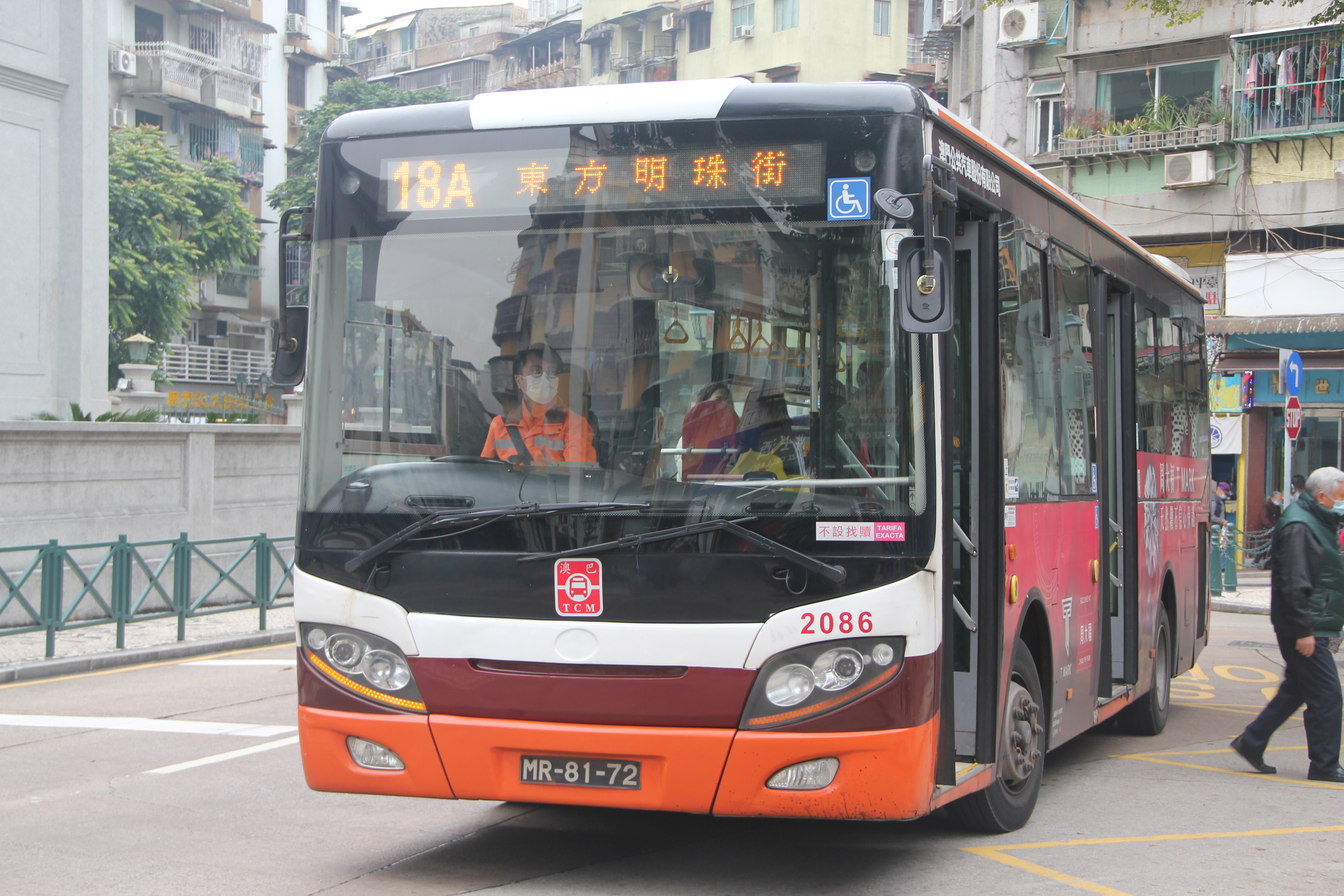
五洲龍FDG6951G
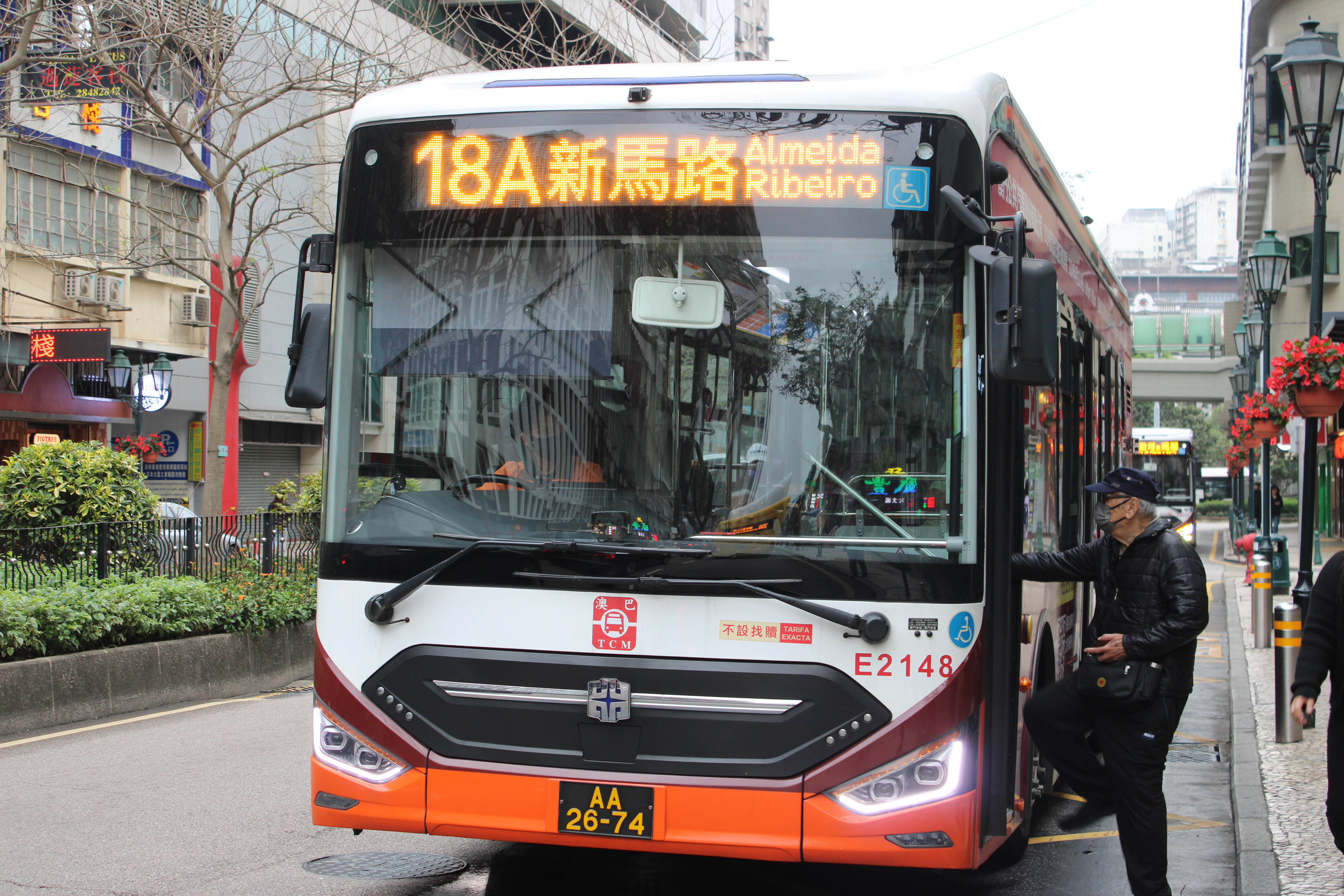
中通LCK6980SHEVG
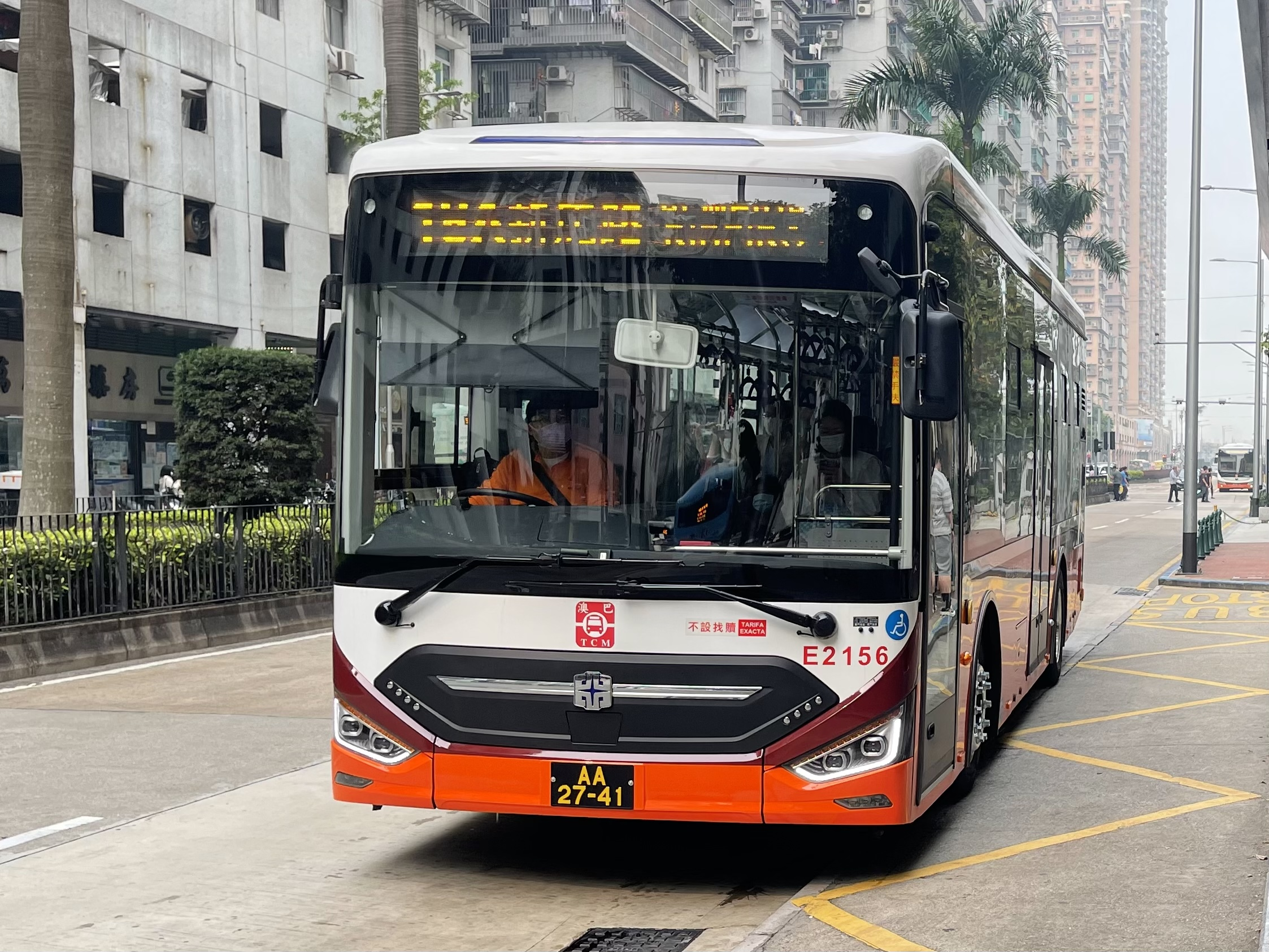
中通LCK6980SHEVG
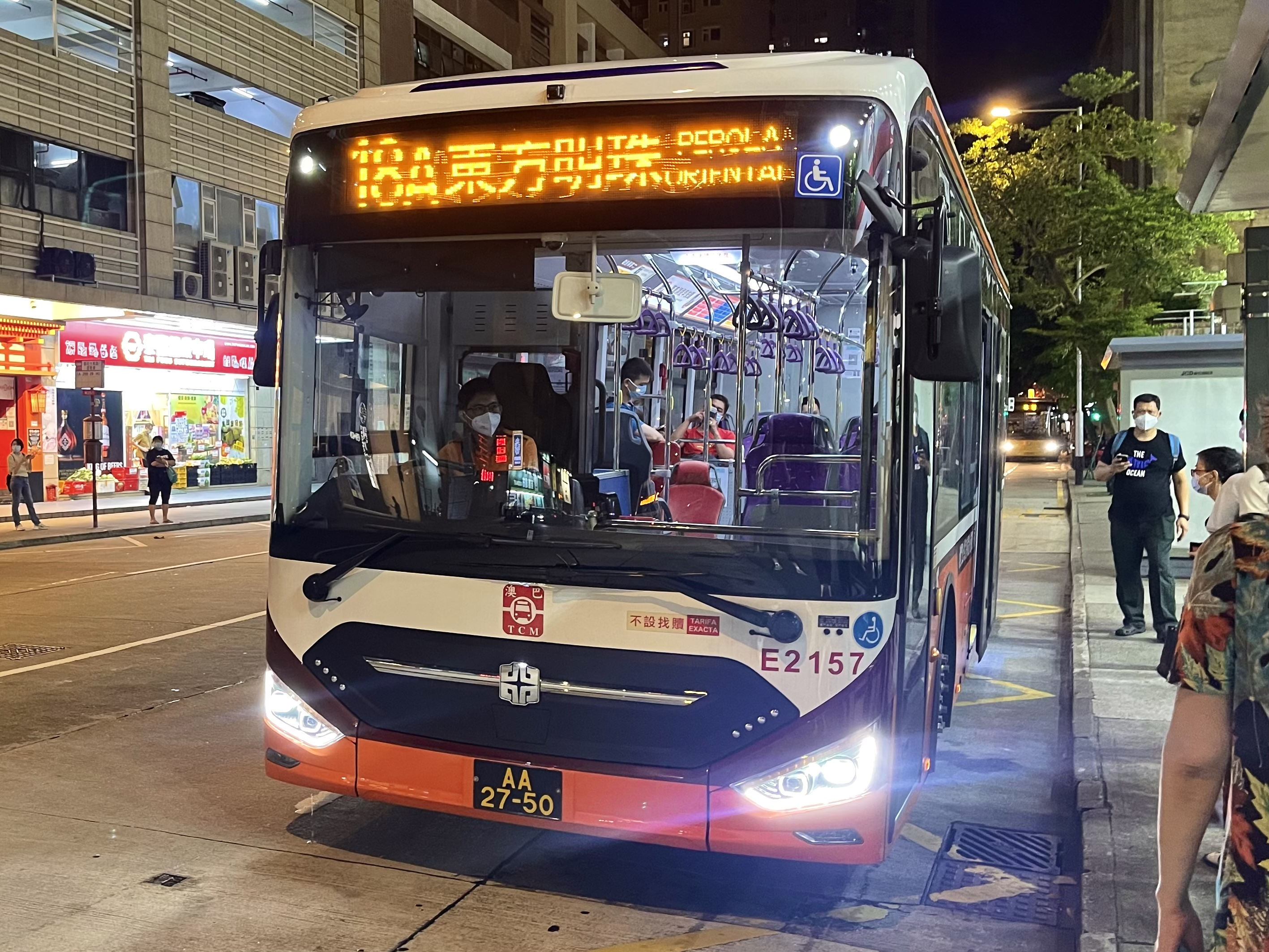
中通LCK6980SHEVG
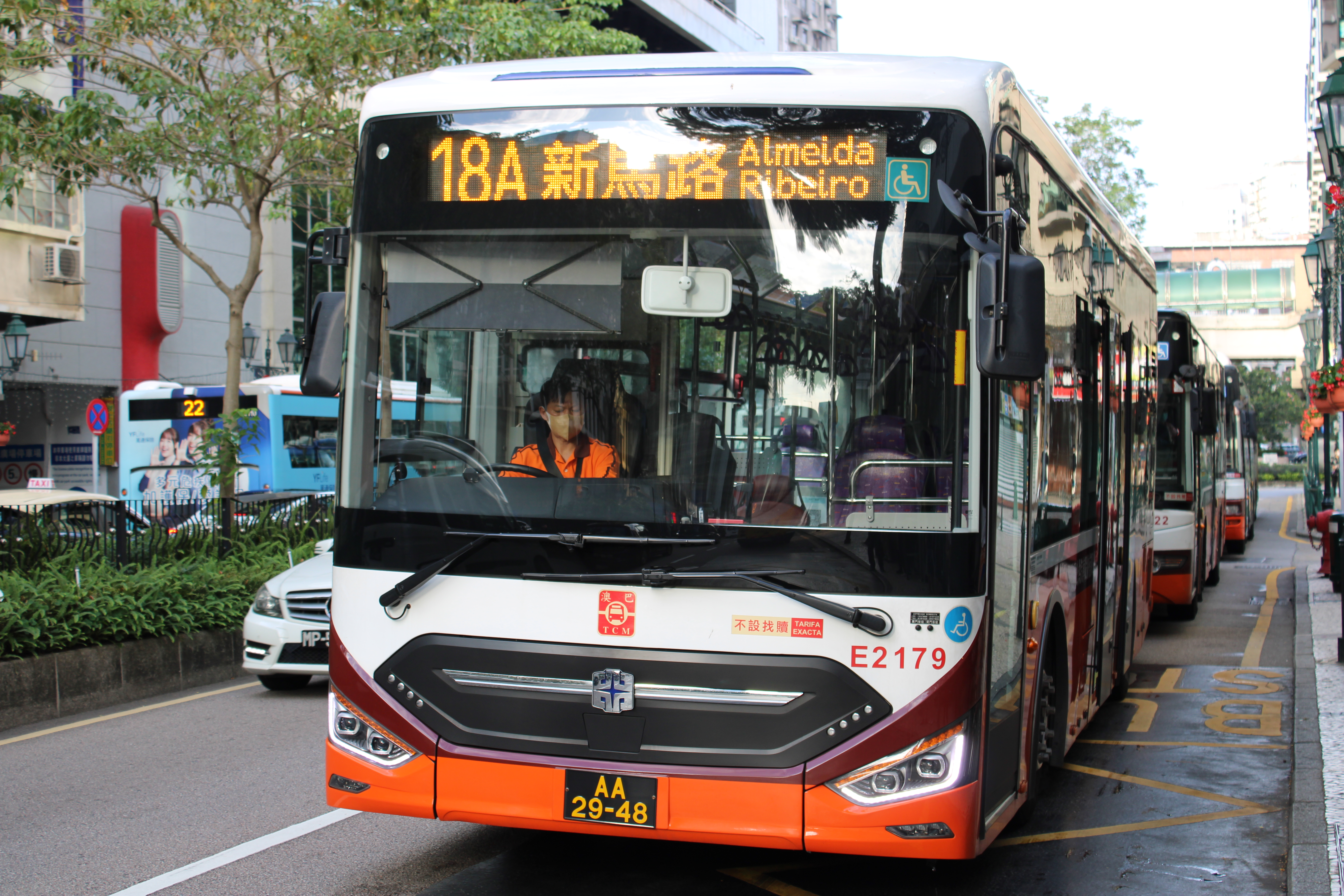
中通LCK6980SHEVG
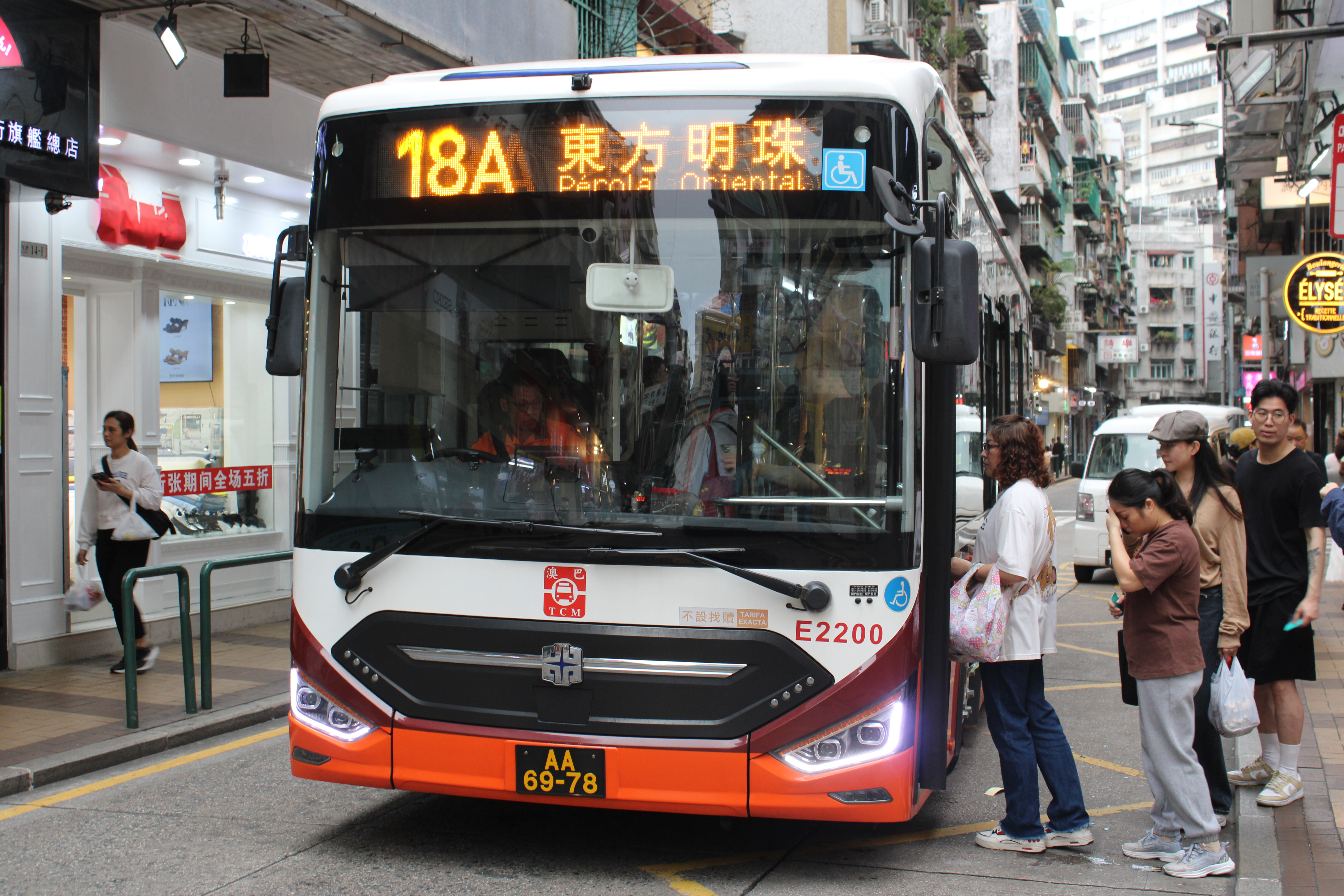
中通LCK6980SHEVG
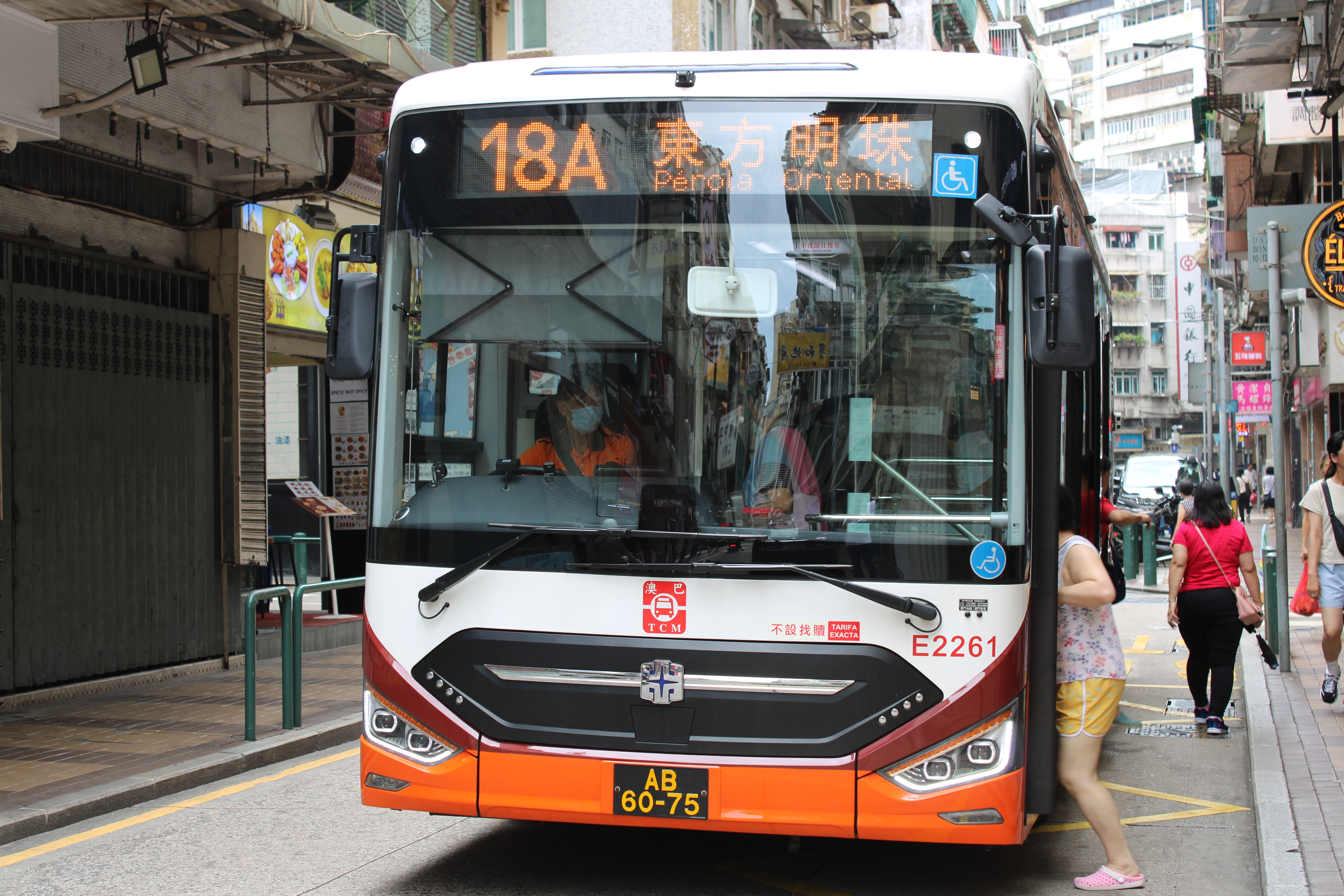
中通LCK6980SHEVG
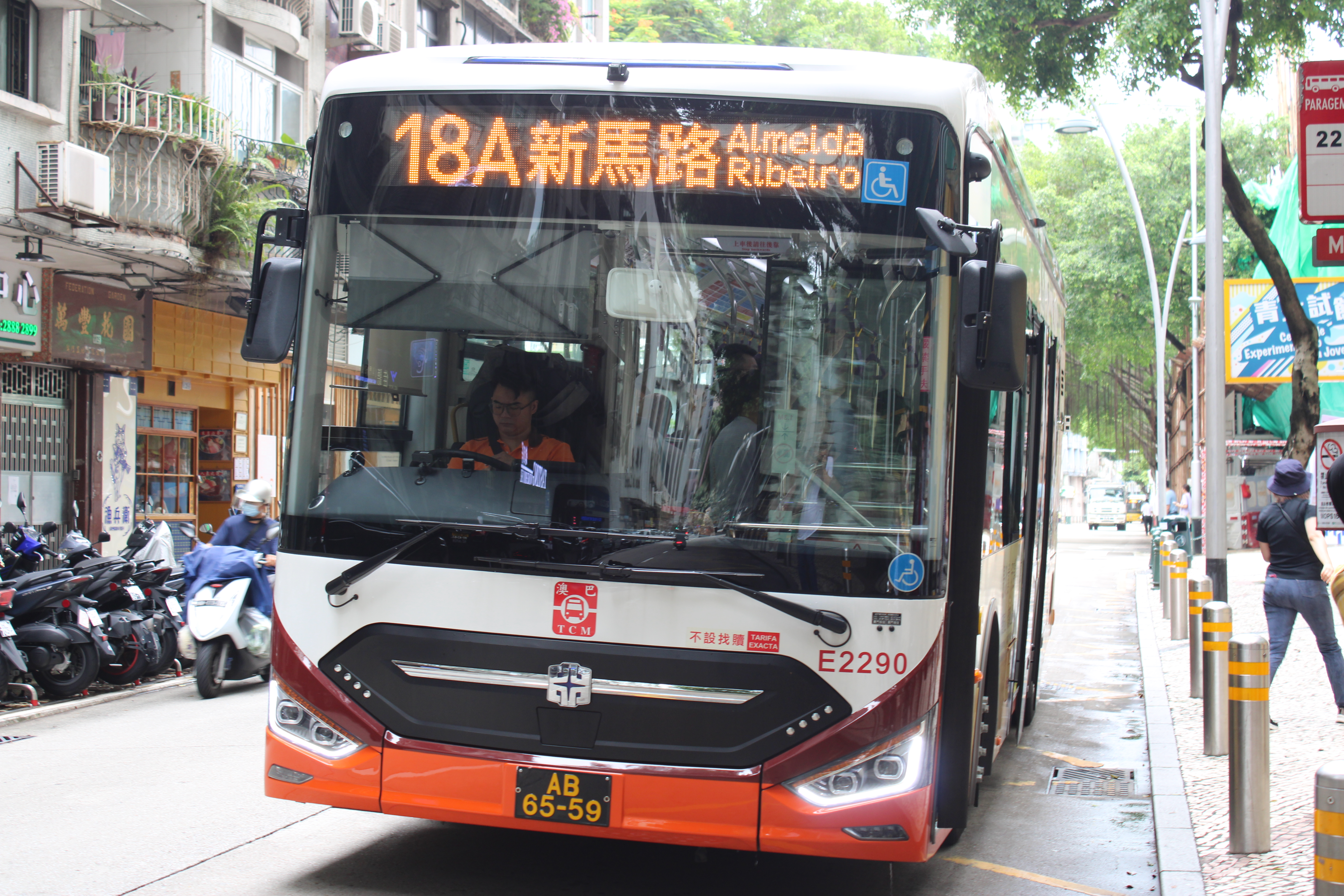
中通LCK6980SHEVG
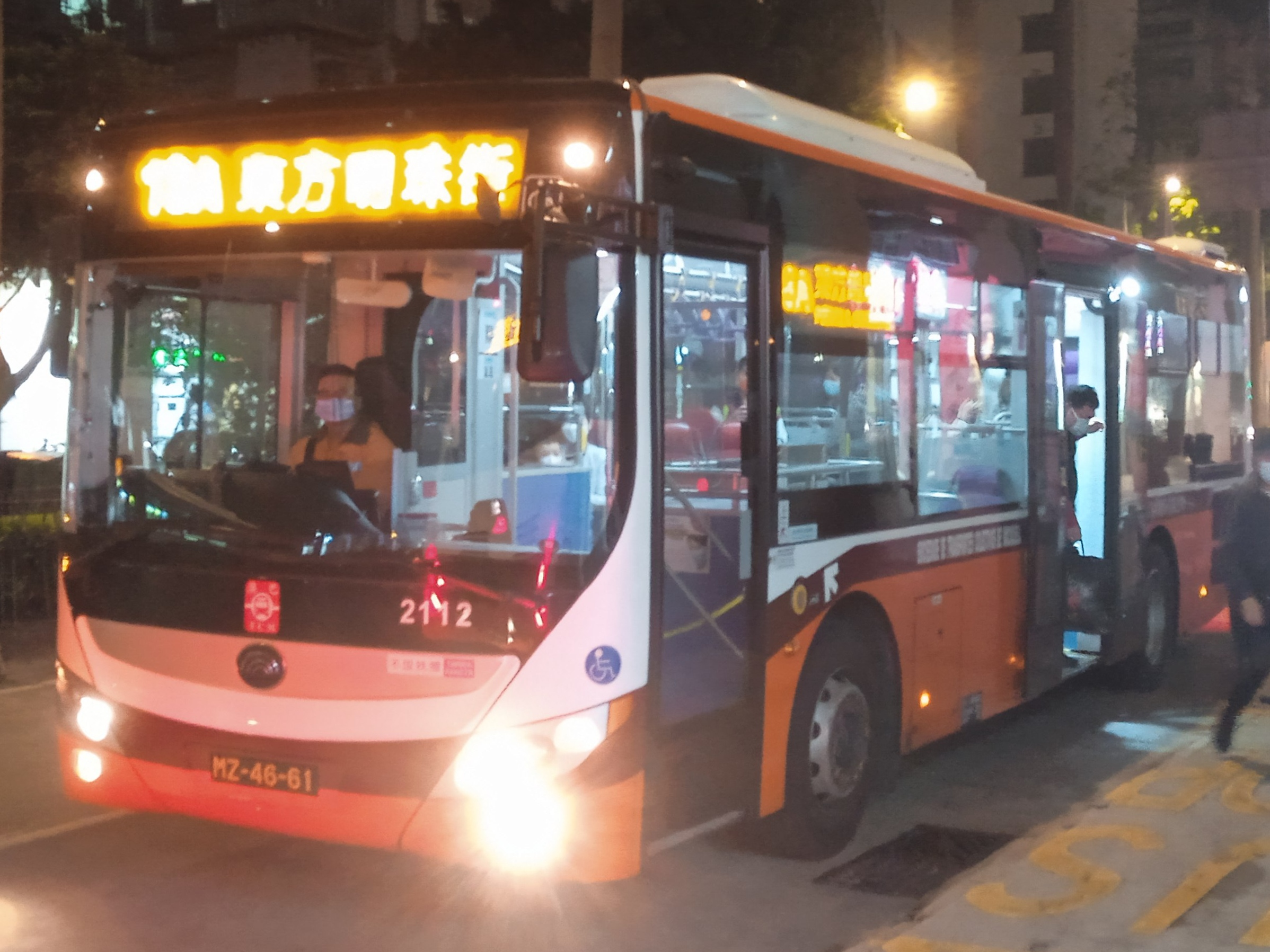
宇通ZK6986HG

## 外部連結
- （繁體中文）澳門公共汽車有限公司官方網頁 （页面存档备份，存于）